# Leipziger Burschenschaft Germania
La Leipziger Burschenschaft Germania est une fraternité étudiante combattante et portant couleur (de) basée à Leipzig. C'est la plus ancienne fraternité de Saxe

## Général
La Leipziger Burschenschaft Germania est une association de vie dans laquelle les étudiants, une fois leurs études terminées, deviennent membres des anciens de la Burschenschaft, qui soutient les jeunes étudiants (activitas) financièrement et moralement (contrat de génération inversé). De plus, elle est organisée selon le principe du Convent, c'est-à-dire que les décisions sont prises par vote et par élection, la majorité décidant.
Germania porte les couleurs (de) noir, blanc et rouge (de) avec des percussions dorées dans le ruban à mesurer de Leipzig, des casquettes (de) rouge brique dans une petite forme droite, et utilise la devise "Liberté - Honneur - Patrie (de)". Elle exige de ses membres qu'ils frappent trois mensurs approuvés .

## Histoire

### Période jusqu'en 1945
La Burschenschaft Germania de Leipzig est fondée le 7 juin 1818 à l'auberge ″Zur Grüne Linde″ à Leipzig après une conférence d'Otto von Ende (de). 225 étudiants adhère immédiatement à la Burschenschaft.
En 1820, la fraternité de Leipzig invite toutes les fraternités d'Allemagne à la Journée de la fraternité (de) qui se déroule du 29 septembre au 8 octobre à Dresde, afin de réaliser l'unification de toutes les fraternités. Karl von Hase (de) se met en route à pied le 11 avril 1820 pour transmettre oralement les invitations de manière conspiratrice. Il traverse l'Allemagne du Sud (de), via Heidelberg jusqu'à Bonn et retour à Leipzig, où il arrive le 21 juin 1820, pour repartir peu après vers les universités de la Baltique.
En 1824, elle est dissoute lorsque les décrets de Carlsbad sont appliquées en Saxe. Dès 1825, la Burschenschaft est à nouveau présente, mais est à nouveau interdite en 1826. L'association d'étudiants continue à partir de 1827 sous forme de société d'escrime. En 1827/28, il y a une scission qui donne naissance à la Burschenschaft Markomannia Leipzig. Son membre le plus connu est probablement le compositeur Robert Schumann. À la suite de l'assaut de la Garde de Francfort, des mesures sont à nouveau prises contre la fraternité en 1832. En 1833, elle s'autodissout.
L'association étudiante est réorganisée en 1839. En 1852, les fraternités sont à nouveau interdites à Leipzig. La fraternité de Leipzig continue à exister dans la clandestinité jusqu'en 1855.
La refondation a lieu en 1859 sous le nom de Wartburg avec la participation de Jenenser Burgkelleraner et en conservant l'ancienne couleur de la fraternité de Leipzig. En juillet 1862, la fusion avec la Burschenschaft Albia a lieu pour former la Burschenschaft Germania de Leipzig sous les couleurs de la Wartbourg. En 1872, les couleurs actuelles noir-blanc-rouge sont adoptées.
En 1903, la Burschenschaft Germania de Leipzig prend la présidence de la Fraternité allemande. En 1909, la maison du 16a de la Schenkendorfstraße est inaugurée. Pendant la Première Guerre mondiale, 24 membres sont tués. Les activités de la Couleur reprennent en 1919. En 1926, la présidence de la Fraternité allemande est à nouveau assurée.
Après la prise du pouvoir par Hitler en 1934, le principe du Führer est introduit avant la dissolution forcée en 1935. À partir de 1936, les anciens des fraternités Germania et Dresdensia (de) s'occupent conjointement d'une camaraderie nazie de Wartbourg. Pendant la Seconde Guerre mondiale, 26  membres sont morts et en 1944, la Germanenhaus est détruite par des bombardements.

### Exil à Cologne
Après 1945, les contacts sont renoués et en 1948 a lieu la première rencontre d'après-guerre à Bad Godesberg. C'est à cette occasion que des négociations sont menées avec différentes associations d'anciens élèves en vue d'animer une Aktivitas. En 1950, la Burschenschaft Germania Köln fonde une Burschenschaft Wartburg à Cologne. L'association des anciens de la Burschenschaft Germania de Leipzig s'unit à l'Aktivitas de la Burschenschaft Wartburg de Cologne sous le nom de Kölner Burschenschaft Wartburg, en même temps Alte Leipziger Burschenschaft Germania. Ce nom est raccourci en 1958 en Wartburg Köln/Germania Leipzig.

### Retour à Leipzig
En 1993, le 175e anniversaire de la Burschenschaft Germania de Leipzig est célébré à Leipzig et une association d'anciens Germania Leipzig est créée. Le semestre d'hiver 1993/94 voit le début des activités actives à Leipzig avec quatre renards. En avril 1994, les premiers locaux sont loués au Barfußgäßchen. À partir de mai 1994, l'initiation au cercle d'armes "Halle-Leipzig" commence. Au semestre d'été 1994 a lieu la réintégration de l'Aktivitas et de l'Altherrenschaft de la Burschenschaft Germania de Leipzig dans la Fraternité allemande. En 1995, un étage est aménagé dans la Nikolaistraße 57. En 1997, une relation amicale est établie avec l'Aktivitas de la fraternité Arminia sur le Burgkeller d'Iéna. Celle-ci prend fin en 2008. Depuis, Germania entretient une relation amicale avec la scission de l'Arminia d'Iéna, l'Alte Burschenschaft Burgkeller dans la DB 

## Membres notables
- Paul Adolph (de) (1840-1914), maire de Francfort-sur-l'Oder et député de la Chambre des seigneurs de Prusse
- Max Bär (1855-1928), historien et archiviste
- Karl Biedermann (1812-1901), député du Reichstag, publiciste et professeur de sciences politiques
- Adolf Birch-Hirschfeld (de) (1849-1917), érudit romanesque
- Arthur Birch-Hirschfeld (de) (1871-1945), ophtalmologiste, recteur de l'Université de Königsberg
- Karl Ludwig Ferdinand Blanckmeister (de) (1819-1883), révolutionnaire, député du parlement de l'État de Saxe (de)
- Hans Blum (1841-1910), député du Reichstag, avocat et écrivain
- Robert Blum (1807–1848), député du Parlement de Francfort, révolutionnaire de 1848, sommairement abattu
- Friedrich Boettcher (de) (1842-1922), journaliste et député du Reichstag
- Adolf Calmberg (de) (1837–1887), professeur et poète
- Friedrich Georg Heinrich Claussen (de) (1819-1898), avocat, député du parlement oldenbourgeois (de), directeur du tribunal de district de Lübeck
- Carl Eduard Cramer (de) (1817–1886), publiciste et écrivain
- Carl Theodor Dietzsch (de) (1819-1857), député du Parlement de Francfort
- Friedrich Dornblüth (de) (1825-1902), médecin, hygiéniste et auteur de non-fiction
- Georg Dröscher (1854–1945), acteur et metteur en scène de théâtre, directeur d'opéra, traducteur, librettiste et auteur
- Adolf Erman (1854-1937), égyptologue
- Heinrich Erman (de) (1857-1940), juriste spécialisé dans la recherche sur le droit romain
- Wilhelm Erman (de) (1850-1932), bibliothécaire et géographe
- Arthur von Falkenhayn (de) (1857-1929), administrateur de l'arrondissement de Zabrze (de) et de l'arrondissement de Tarnowitz, éducateur politique de Guillaume de Prusse
- Ernst Faulstich (de) (1863–1925), philologue classique et éducateur
- Hugo Gering (de) (1847-1925), médiéviste
- Ferdinand Goetz (de) (1826-1915), député du Reichstag
- Georg Günther (de) (1808–1872), député du Parlement de Francfort
- Karl Richard Hirschberg (de) (1820–1886), avocat et député du Reichstag, député du parlement du royaume de Saxe
- Erich Joachim (de) (1851-1923), archiviste
- Hermann Joseph (de) (1811-1869), avocat, député du Parlement de Francfort et président du parlement saxon
- Oskar Kieselhausen (de) (1821-1876), démocrate allemand
- Emil Knaake (de) (1852-1932), professeur et auteur
- Ludwig Köhler (de) (1819–1864), écrivain
- Paul von Krause (de) (1852-1923), avocat et secrétaire d'État (DVP)
- Hermann Kriege (de) (1820–1850), membre de la fraternité, journaliste et révolutionnaire
- Johannes Krohn (de) (1884–1974), fonctionnaire du ministère
- Emil Lehmann (de) (1829–1898), député du parlement saxon (DFP)
- Gerhard Loosch (de) (1894-1965), officier de l'administration militaire
- Richard Markert (de) (1891–1957), maire de Brême
- Friedrich Wilhelm Meyer (de) (1797–1879), maire de Zwickau
- Friedrich Max Müller (1823-1900), linguiste et érudit religieux
- Gustav Muller (1851-1925), astronome
- Hermann Otto Reimarus (de) (1857–1920), maire de Magdebourg
- Hermann Sauppe (1809-1893), philologue classique et professeur d'université
- Carl Hermann Schauenburg (de) (1819–1876), médecin
- Carl Hermann Schildbach (de) (1824-1888), le premier orthopédiste à se qualifier comme professeur
- Bernhard Schlee (de) (1858-1928), député du Reichstag
- Wilhelm von Schlenther (de) (1858-1924), administrateur de l'arrondissement de Tilsit et député de la Chambre des seigneurs de Prusse
- Karl Eberhard Schöngarth (1903-1946), avocat et criminel de guerre
- Daniel Paul Schreber (1842-1911), avocat et écrivain
- Hermann Schulze-Delitzsch (1808-1883), député du Reichstag, fondateur du système coopératif allemand
- Robert Schumann (1810-1856), compositeur et pianiste de l'époque romantique
- Friedrich Herman Semmig (de) (1820–1897), écrivain et professeur
- Otto Strobel (de) (1872-1940), homme politique (DVP), maire de Pirmasens
- Valerian Tornius (de) (1883-1970), érudit littéraire, écrivain et traducteur
- Ernst Voigt (de) (1845-1886), avocat et homme politique (NLP), député du parlement du royaume de Saxe
- Martin Wehrmann (1861-1937), historien et professeur de lycée
- Otto Werth (de) (1851-1920), député du parlement provincial de Rhénanie
- Heinrich Moritz Willkomm (1821–1895), botaniste
- Emil Wörner (de) (1841-1917), professeur de lycée et philologue classique
- Heinrich Wuttke (1818–1876), professeur de sciences auxiliaires historiques
- Wilhelm von Zahn (de) (1839-1904), mathématicien, physicien et pédagogue (membre honoraire)

Annuaire des membres :
- Willy Nolte (de) (Hrsg.): Burschenschafter-Stammrolle. Verzeichnis der Mitglieder der Deutschen Burschenschaft nach dem Stande vom Sommer-Semester 1934. Berlin 1934. S. 1067–1068.